# الاحتفاظ بالبيانات
يمكن أن يُعرّف الاحتفاظ بالبيانات بسياسات خاصة بإدارة البيانات والسجلات المستمرة لتلبية متطلبات الأرشفة القانونية وبيانات الأعمال. وعلى الرغم من أن هذا المفهوم قد يكون في بعض الأحيان قابل للتغير أو مألوف، لكن يجب عدم الخلط بينه وبين قانون حماية البيانات لعام 1998 .
يمكن موازنة السياسات المختلفة للاحتفاظ بالبيانات مع الشواغل القانونية والمتعلقة بالخصوصية، مقارنة بالاقتصاد والشواغل التي تحتاج إلى المعرفة لتحديد وقت عملية الاحتفاظ بالبيانات وقواعد الأرشفة وتنسيقات البيانات والوسائل المسموح بها لعمليات للتخزين وعمليات الوصول والتشفير.
في مجال الاتصالات السلكية واللاسلكية، يشير مصطلح «الاحتفاظ بالبيانات» عمومًا إلى تلك العمليات التي تكمن في تخزين سجلات تفاصيل المكالمات المعروف بـ (CDR) الخاصة بالهاتف وحركة المرور عبر الإنترنت وبيانات المعاملات المرموز لها بـ (IPDRs) من قبل الحكومات والمؤسسات والشركات التجارية الربحية. في حالة الاحتفاظ بالبيانات الحكومية، تكون البيانات المخزنة عادةً من المكالمات الهاتفية التي تُجرى وتُتلقى، ورسائل البريد الإلكتروني المرسلة والمستلمة، والمواقع التي تمت زيارتها. تُجمع بيانات الموقع الجغرافي أيضاً.
إن الهدف الرئيسي من الاحتفاظ بالبيانات الحكومية هو بغرض تحليل حركة المرور والمراقبة الجماعية ولأغراض نزيهة أخرى مثل توثيق الهويات الشخصية للأفراد ومكافحة الفساد التقني الرقمي.من خلال تحليل البيانات المحتجزة، يمكن للحكومات تحديد مواقع الأفراد وشركاء الفرد وأعضاء مجموعات تتعلق بالأفراد مثل المعارضين السياسيين وغيرهم. هذه الأنشطة قد تكون أو لا تكون قانونية، اعتماداً على دساتير وقوانين كل بلد. في العديد من الولايات القضائية، قد يُصل إلى قواعد البيانات هذه بحكومة تتمتع برقابة قضائية قليلة أو معدومة.
في حالة الاحتفاظ بالبيانات التجارية، ستكون البيانات التي يُحتفظ بها عادةً قائمة على المعاملات ومواقع الويب التي زارها المستخدم.
تغطي ممارسات وعمليات الاحتفاظ بالبيانات أيضاً البيانات التي تُجمع بوسائل ووسائط أخرى (على سبيل المثال، بواسطة أنظمة التعرف على لوحة الأرقام التلقائية) وتحتفظ بها المؤسسات الحكومية والتجارية.

## سياسة الاحتفاظ بالبيانات
تتمثل أهداف سياسة الاحتفاظ بالبيانات بالاحتفاظ بمعلومات مهمة للاستخدام أو يمكن وصفها أيضاً على أن تكون مرجع في المستقبل، وكذلك تنظيم المعلومات بحيث يمكن البحث عنها والوصول إليها في تاريخ لاحق أو التخلص من المعلومات التي لم تعد هناك حاجة ورغبة إليها. سياسة الاحتفاظ بالبيانات تأتي على شكل بروتوكول معترف به ومثبت داخل المنظمة للاحتفاظ بالمعلومات وذلك للاستخدام العملي، مع ضمان التقيد بالقوانين واللوائح المتعلقة بها أو الأنظمة.
أيضاً، يمكن وصف وتشبيه سياسات الاحتفاظ بالبيانات داخل المنظمة بأنها مجموعة من الإرشادات التي تصف البيانات التي ستؤرشف، وبشكل دقيق أيضاً المدة والوقت الذي سيحتفظ به لهذه البيانات، وما قد يحدث للبيانات في نهاية فترة الاستبقاء (الأرشفة أو التدمير) وعوامل أخرى تتعلق بالاحتفاظ من البيانات.
الجزء الرئيسي من أي سياسة فعالة للاحتفاظ بالبيانات يقوم على الحذف الدائم للبيانات المحتجزة؛ وتحقيق حذف آمن للبيانات من خلال تشفير البيانات عند تخزينها، ثم حذف مفتاح التشفير بعد فترة استبقاء محددة. وبالتالي، سيكون حذف الكائنات البياناتية فعالًا، وستنسخ وتخزن بطريقة صحيحة في مواقع الإنترنت (online) وفي غير مواقع الإنترنت (offline).

## أستراليا
في عام 2015، قدمت الحكومة الأسترالية قوانين إلزامية بغرض الاحتفاظ بالبيانات، حيث أن هذه القوانين تستوجب الاحتفاظ بالبيانات لمدة تصل إلى عامين. يُقدر أن يكلف المشروع (مشروع تسجيل واحتفاظ البيانات) بـ 400 مليون دولار على الأقل في السنة للتنفيذ، ويُقدر أيضاً بأن احتفاظ بيانات كل مستخدم يكلف على الأقل 16 دولار للمستخدم الواحد في السنة. سيتطلب ذلك من مزودي الاتصالات ومقدمي خدمات الإنترنت الاحتفاظ ببيانات الاتصال الهاتفي والإنترنت والبريد الإلكتروني لمدة عامين، ويمكن الوصول إليها دون أمر قضائي، وربما يمكن استخدامها لاستهداف تبادل الملفات. قطاعات الادعاء العام قد تتمتع بسلطة تقديرية واسعة بحيث قد تسمح للوكالات بالوصول إلى البيانات الوصفية، بما في ذلك الوكالات الخاصة.
وقد اعترض على هذه السياسيات مجموعة سياسية مشهورة في أستراليا تدعى بـ «الخضر» أو (The Greens)، حيث أنهم عارضوا هذه الفكرة بشدة وذلك لأجل عدم تطبيق هذه القوانين، مشيرين إلى مخاوف تتعلق بالخصوصية وزيادة احتمال «إصدار فواتير البورصة» بشأن حالات انتهاك حقوق النشر المزعومة. عارض حزب العمل في البداية أيضاً، لكنه وافق لاحقاً على تمرير وتطبيق القانون بعد وضع ضمانات إضافية لتوفير بعض الحماية للصحفيين.

## الاتحاد الأوربي
في يوم 15 من شهر مارس من عام 2006، اعتمد الاتحاد الأوروبي توجيه الاحتفاظ بالبيانات، وذلك بشأن «الاحتفاظ بالبيانات التي تُنشأ أو تُعالج فيما يتعلق بتوفير خدمات الاتصالات الإلكترونية المتاحة لعامة الناس أو شبكات الاتصالات العامة»، ويعمل الاتحاد الأوروبي أيضاً على تحسين التوجيه 2002/58 / EC. يتطلب الأمر من دول أعضاء الاتحاد الأوروبي ضمان احتفاظ موفري الاتصالات بالبيانات اللازمة على النحو المحدد في التوجيه لفترة تتراوح بين 6 أشهر وسنتين من وذلك أجل التالي:
- تتبع وتحديد مصدر الاتصال؛
- تتبع وتحديد وجهة الاتصال؛
- تحديد تاريخ ووقت ومدة الاتصال؛
- تحديد نوع الاتصال؛
- تحديد جهاز الاتصالات؛
- تحديد موقع معدات الاتصالات المتنقلة.

يلزم توفر البيانات للسلطات الوطنية «المختصة» في حالات محددة، «وذلك لغرض التحقيق في الجرائم الخطيرة والكشف عنها وملاحقتها، وتنفيذ المهام الوظيفية المتعلقة بالأمن العام، وتنفذ كل ذلك على النحو المحدد في كل دولة هي عضو في قانونها الوطني».
يغطي التوجيه الاتصالات الثابتة والهاتف المحمول والوصول إلى الإنترنت والبريد الإلكتروني وتقنيات VoIP . طُلب من الدول الأعضاء التحويل والنقل إلى قانون وطني خلال 18 شهراً - في موعد لا يتجاوز شهر سبتمبر من عام 2007. علاوة على ذلك، يجوز للعضو التأجيل في عملية تطبيق التوجيه للوصول إلى الإنترنت والبريد الإلكتروني و VoIP لمدة 18 شهراً أخرى بعد هذا التاريخ. الجدير بالذكر أن غالبية الدول الأعضاء قاموا بالفعل بطلب تأجيل لتطبيق التوجيه المصدر من الاتحاد الأوروبي. أخطرت جميع دول الاتحاد الأوروبي البالغ عددها 28 دولة المفوضية الأوروبية بنقل التوجيه إلى قوانينها الوطنية. ومع ذلك، لم تنقل دولة ألمانيا وبلجيكا تلك التشريعات إلا بشكل جزئي فقط.
نشرت المفوضية الأوروبية تقريراً لتقييم التوجيه في أبريل 2011 أفادت فيه:
وتم تلخيص مفهوم عمليات تنفيذ التوجيه كالتالي:
- أن الاحتفاظ بالبيانات تعتبر أداة قيمة لضمان العدالة الجنائية والحماية العامة، لكنها لم تحقق سوى تناسق محدود وتناغم بسيط غير فعال.
- كانت هناك مخاوف جدية من مقدمي الخدمات بشأن تكاليف الامتثال لتنفيذ عمليات الاحتفاظ بالبيانات، وتأتي هذه المخاوف من منظمات المجتمع المدني الذين يدعون أن الاحتفاظ الإلزامي بالبيانات كان انتهاكاً غير مقبول للحق الأساسي في الخصوصية وحماية البيانات الشخصية. تقوم اللجنة الآن بمراجعة التشريعات.
في يوم 31 مايو من عام 2011، وبصدد الاستجابة لذلك التقرير، أعرب المشرف الأوروبي لحماية البيانات عن بعض المخاوف بشأن التوجيه الأوروبي للاحتفاظ بالبيانات، مشدداً على أن التوجيه بحفط البيانات «لا يلبي المتطلبات التي تفرضها الحقوق الأساسية في الخصوصية وحماية البيانات».
يرى الرأي القانوني الذي تموله مجموعة الخضر / EFA في البرلمان الأوروبي أن بيانات الاحتفاظ الشاملة للأشخاص غير المشتبه فيهم (البريئين) تنتهك عموماً ميثاق الاتحاد الأوروبي للحقوق الأساسية، سواء فيما يتعلق بقوانين الاحتفاظ ببيانات الاتصالات الوطنية وما يتصل بها من الاحتفاظ بالبيانات في الاتحاد الأوروبي لمخططات (PNR ، TFTP ، TFTS ، LEA EES ، Eurodac ، VIS).
أفادت بعض التقارير أن الخدمات القانونية التي قد ذُكرت في جلسة مغلقة أن الفقرة رقم: 59 من قرار محكمة العدل الأوروبية تشير إلى أن الاحتفاظ بالبيانات العامة والبطانية لم يعد ممكناً أو مسموحاً كونها عمليات غير مرخصة وتنتهك الحقوق الأساسية للفرد". وفي يوم 8 بشهر أبريل من عام 2014، أعلنت محكمة العدل في الاتحاد الأوروبي أن التوجيه رقم: 2006/24 / EC غير صحيح وغير دقيق أيضاً نظراً لانتهاكه الحقوق الأساسية ويجب إعادة النظر في أمره.

### المملكة المتحدة

#### قانون الاحتفاظ بالبيانات وسلطات التحقيق لعام 2014
بدأ تطبيق قانون سلطات الاحتفاظ بالبيانات والتحقيقات في عام 2014. أصدر التطبيق برلمان المملكة المتحدة بعد أن أصدرت محكمة العدل التابعة للاتحاد الأوروبي إعلان تفيد فيه بطلان فيما يتعلق بالتوجيه رقم 2006/24 / EC من أجل تنفيذ الحكم حول الاحتفاظ ببعض بيانات الاتصالات. بالإضافة إلى ذلك، فإن الغرض من الحكم والفعل الرئيسي هو كالتالي:
- تعديل أسباب إصدار أوامر الاعتراض، أو منح أو تقديم تراخيص أو إشعارات معينة.
- وضع نصاً حول تطبيق هذا الجزء خارج الحدود الإقليمية وحول معنى «خدمة الاتصالات» لأغراض هذا القانون؛
- وضع نص حول مراجعة تشغيل وتنظيم سلطات التحقيق وللأغراض المتصلة.[20]

يتمثل القانون أيضاً في ضمان احتفاظ شركات الاتصالات في المملكة المتحدة ببيانات الاتصالات، بحيث تظل هذه البيانات متاحة عندما تحتاجها وكالات تنفيذ القانون وغيرها من الجهات الأخرى للتحقيق في الجرائم المرتكبة وحماية المستخدمين/الأفراد وعامة الناس بشكل عمومي. يتطلب قانون حماية البيانات حذف البيانات غير المفيدة، وهذا يعني بشكل غير مباشر بأن نية هذا القانون يمكن أن تستخدم عامل «الاحتفاظ بالبيانات» وذلك لاكتساب المزيد من الصلاحيات باستخدام قوانين الشرطة، حيث أن القانون بصفته يجعل الاحتفاظ بالبيانات شيء إلزامي.
تتمثل وتتلخص أحد عناصر هذا القانون في توفير صلاحيات التحقيق المطلوب عن الإبلاغ بحلول يوم 1 من شهر مايو لعام 2015.

#### جدال
تمت الإشارة إلى قانون «صلاحيات الاحتفاظ بالبيانات والتحقيقات لعام 2014» باسم «إيصال بيانات الاتصالات» أو مايعرف بـ «ميثاق المتلصص». تيريزا ماي، المؤيدة القوية لقانون البرلمان، في خطاب لها: «إذا لم نتصرف (البرلمان)، فإننا نجازف كما لو أننا نسير أثناء النوم في مجتمع لم يعد بالإمكان فيه التحقيق في الجريمة، ويمكن للإرهابيين رسم مخططاتهم القاتلة. بلا انقطاع.»
تنص قوانين برلمان المملكة المتحدة الجديدة على زيادة قوة الاحتفاظ بالبيانات، وذلك كونه أمر ضروري للتصدي للجرائم الذي يساعد بدوره على حماية الجمهور. ومع ذلك، لا يتفق الجميع بذلك، ويؤمنون أن الهدف الأساسي في الاحتفاظ الحكومة بالبيانات هو المراقبة الجماعية.
بعد أن قالت أعلى محكمة في أوروبا بأن التعمق في الاحتفاظ بالبيانات يعتبر بحد ذاته انتهاك لحق المواطنين الأساسي في الخصوصية وأنشأت المملكة المتحدة قانونها الخاص، فقد أدى ذلك إلى اتهام الحكومة البريطانية بخرق القانون من خلال إجبار شركات الاتصالات ومزودي خدمات الإنترنت على الاحتفاظ بسجلات للمكالمات الهاتفية والنصوص واستخدام الإنترنت. من هذه المعلومات، يمكن للحكومات تحديد واستكشاف معلومات عديدة للفرد منها معلومات عن شركاء الفرد نفسه، ومعلومات عن موقعه، وعضوية المجموعة الخاصة به، والانتماءات السياسية التي ينتمي اليها وغيرها من المعلومات الشخصية الأخرى.
في مقابلة تلفزيونية مع أبرز محامي عام في الاتحاد الأوروبي «بيدرو كروز فيلالون» (Pedro Cruz Villalon) يقول في خطر استخدام البيانات المحتجزة بطريقة غير قانونية: «من المحتمل أن تكون ضارة بالخصوصية أو، على نطاق أوسع، احتيالية أو حتى ضارة للغاية على الفرد».

#### الاحتفاظ بالبيانات الأخرى
البيانات البريدية - (فترة الاحتفاظ غير معروفة)
تتكون من المعلومات المكتوبة على السطح الخارجي لعنصر بريدي (مثل خطاب أو طرد)، أو تتبع عبر الإنترنت للعناصر البريدية، أو سجلات للعناصر البريدية الخاصة (مثل سجلات العناصر البريدية المسجلة أو المحتفظة أو الخاصة)، أو سجلات شحنة الطرود، التسليم والإستلام).
البيانات المصرفية - (سبع سنوات)
ذكرت مجلة الإيكونوميست أن البنوك البريطانية مطالبة بالاحتفاظ ببيانات حول جميع المعاملات المالية لمدة سبع سنوات رغم أن هذا لم يُتحقق منه بعد. ليس من الواضح ما إذا كانت البيانات المتعلقة بمعاملات بطاقات الائتمان يُحتفظ بها أيضاً مدة سبع سنوات.
بيانات حركة المركبات - (عامين)
كشفت الوثائق التي سربتها رابطة كبار ضباط الشرطة (ACPO) أن المملكة المتحدة تخطط لجمع البيانات من شبكة وطنية من كاميرات التعرف على أرقام السيارات الآلية وتخزين البيانات تلك لمدة عامين في مركز جديد مثير للجدل يجري بناؤه في هيندون (Hendon). يمكن بعد ذلك ربط هذه البيانات ببيانات أخرى تحتفظ بها الحكومة، وقوائم مراقبة من الشرطة وأجهزة الأمن.

#### الوصول إلى البيانات المحتجزة
الهيئات التي يمكنها الوصول إلى البيانات المحتجزة في المملكة المتحدة مدرجة في قانون تنظيم سلطات التحقيق لعام 2000 (RIPA). وهي مشكلة على النحو التالي:
- قوات الشرطة، على النحو المحدد في المادة 81 (1) من RIPA
- جهاز المخابرات الجنائية الوطنية
- وكالة الجريمة المنظمة الخطيرة، سابقا فرقة الجريمة الوطنية
- جلالة الجمارك والضرائب
- الإيرادات الداخلية (دُمج الأخيرين في إيرادات HM والجمارك)
- خدمات الأمن
- المخابرات السرية
- مقر الاتصالات الحكومية (GCHQ)

ومع كل ذلك، فإن قانون التنظيم الخاص بسلطات التحقيق لعام 2000 (RIPA) يمنح وزير الداخلية صلاحيات مهمة وخطيرة منها: تغيير قائمة الهيئات التي يمكنها الوصول إلى البيانات المحتجزة من خلال التشريعات الثانوية، وهو أمر من شأنه أن يزيد المخاوف . قائمة الهيئات المصرح بها تشمل الآن:
- وكالة المواصفات الغذائية
- السلطات المحلية
- الخدمة الصحية الوطنية

#### أسباب الوصول إلى البيانات المحتجزة
هنالك العديد من المبررات في الوصول إلى البيانات المحتجزة في المملكة المتحدة بقانون تنظيم سلطات التحقيق لعام 2000 (RIPA). وتشمل تلك المبررات التالي:
- مصالح الأمن القومي؛
- منع أو اكتشاف الجريمة أو منع الفوضى؛
- الرفاه الاقتصادي للمملكة المتحدة؛
- السلامة العامة؛
- حماية الصحة العامة؛
- تقييم أو تحصيل أي ضريبة أو واجب أو ضريبة أو أي فرض أو مساهمة أو رسوم مستحقة للدائرة الحكومية؛
- منع الوفاة أو الإصابة في حالات الطوارئ أو أي ضرر على الصحة البدنية أو العقلية للشخص، أو التخفيف من أي إصابة أو ضرر بالصحة البدنية أو العقلية للشخص؛
- أي غرض آخر غير مذكور أعلاه والذي حُدد لأغراض هذا القسم الفرعي بأمر من وزير الخارجية.

### جمهورية التشيك
كان تنفيذ التوجيه الخاص بالاحتفاظ بالبيانات جزءًا من القانون رقم 259/2010 Coll الموجود والمطبق في جمهورية التشيك على الاتصالات الإلكترونية، كما عُدّل هذا القانون في وقت لاحق. تحت البند رقم: 97 (3)، تُخزن بيانات الاتصالات بين 6 و 12 شهراً. اعتبرت المحكمة الدستورية التشيكية أن القانون غير دستوري ووجدته ينتهك حق الشعوب في الخصوصية.
اعتباراً من يوليو بعام 2012، كان التشريع الجديد يشق طريقه ليصبح قابل للتنفيذ.

### إيطاليا
في يوليو من عام 2005، دخلت المتطلبات القانونية الجديدة المتعلقة بالاحتفاظ بالبيانات حيز التنفيذ في إيطاليا.
معلومات المشترك
يجب أن تسعى مقاهي الإنترنت ومحلات الهاتف العامة التي تضم ثلاثة محطات على الأقل للحصول على تصريح ترخيص في غضون 30 يوماً من وزارة الداخلية. يجب عليهم أيضاً تخزين بيانات حركة المرور لفترة يمكن تحديدها لاحقًا بمرسوم إداري. يتعين على نقاط اتصال Wi-Fi والمواقع التي لا تخزن بيانات حركة المرور تأمين معلومات الهوية من المستخدمين قبل السماح لهم بتسجيل الدخول. على سبيل المثال، قد يُطلب من المستخدمين إدخال رقم من بطاقة الهوية أو رخصة القيادة. ليس من الواضح كيف يُتحقق من صحة هذه المعلومات بعد. يجب على مستخدمي المهاتفة المتنقلة تحديد هويتهم قبل تنشيط الخدمة، أو قبل الحصول على بطاقة SIM . يجب أن يتحقق بائعو اشتراكات الهاتف المحمول أو البطاقات المدفوعة مسبقاً من هوية المشترين والاحتفاظ بنسخة من بطاقات الهوية.
بيانات الاتصال الهاتفي
يجب الاحتفاظ بالبيانات، بما في ذلك بيانات الموقع، على الخط الثابت والهاتف المحمول لمدة 24 شهراً. لا يوجد أي شرط أو بند يجبر تخزين محتوى المكالمات. يجب على مشغلي الاتصالات الهاتفية الاحتفاظ بسجل لجميع محاولات الاتصال غير الناجحة.
بيانات مزود خدمة الإنترنت
يجب على مزودي خدمة الإنترنت الاحتفاظ بجميع البيانات لمدة 12 شهراً على الأقل. لا يحدد القانون بالضبط بيانات حركة المرور التي يجب الاحتفاظ بها. ليست هناك حاجة لتخزين محتوى الاتصالات عبر الإنترنت.
الشرعية
يتيح تشريع يوليو 2005 الاحتفاظ بالبيانات عن طريق حظر جميع أحكام حماية البيانات ذات الصلة حتى 31 ديسمبر من عام 2007. بموجب أحكام حماية البيانات، يلتزم مقدمو الخدمات بتخزين بيانات حركة المرور وبيانات المستخدم لمدة لا تقل عن 365 يوماً، حتى لو لم يعدوا بحاجة إليها لمعالجة الاتصال أو لإرسال الفواتير، والسياسة تتطلب معلومات هوية المستخدم، والموقع، وتتبع بيانات التعقب وحفظها في الملف ليسهل وصول سلطات إنفاذ القانون و / أو السلطات الأخرى التي تطلب هذه المعلومات إليها . علاوة على ذلك، (يجب طلب الإذن لعرض المعلومات الحساسة والبيانات الأخرى عن طريق معرف المستخدم في الملف). يمكن استخدام بيانات حركة المرور التي سُحتفظ بها الآن لأغراض مكافحة الإرهاب وللتنفيذ الجنائي العام للجرائم الجنائية الكبيرة والصغيرة.
وبالفعل، طلبت إيطاليا الاحتفاظ ببيانات حركة مرور الاتصالات الهاتفية لمدة (48 شهراً) وهو أمر من شأنه أن يشمل عمليات الاتصال الصوتي والاتصال عن طريق الفيديو والرسائل النصية، ولكن بدون الاحتفاظ ببيانات الموقع الخاص بالعميل المستخدم. اعتمدت إيطاليا توجيه الاتحاد الأوروبي بشأن قوانين الخصوصية والاتصالات الإلكترونية لعام 2002 ولكن مع استثناء لمتطلبات محو بيانات المرور.

### الدنمارك
نفذت وطبقت الدنمارك توجيه الاحتفاظ بالبيانات في الاتحاد الأوروبي وأكثر من ذلك بكثير، وذلك من خلال تسجيل جميع عمليات التدفق والدخول وحركات المرور الخاصة على الإنترنت أو الجلسات بين المشغلين والمستهلكين.
- 2.2.1 - تسجيل الجلسة (القسم 5 (1) من الأمر التنفيذي): يجب على مقدمي الوصول إلى الإنترنت، فيما يتعلق بحزمة بدء وإنهاء جلسة الإنترنت، الاحتفاظ بالبيانات التي تحدد عنوان بروتوكول إرسال واستقبال الإنترنت (في ما يلي يسمى عنوان IP)، ورقم منفذ الإرسال والاستقبال وبروتوكول النقل. "
- 2.2.2 - أخذ العينات (القسم 5 (4) من الأمر التنفيذي): لا ينطبق الالتزام بالاحتفاظ بالبيانات حول حزمة بدء وإنهاء جلسة الإنترنت على مقدمي الخدمات في حالة عدم إمكانية الاحتفاظ من الناحية الفنية في أنظمتها. في هذه الحالة، يجب بدلاً من ذلك الاحتفاظ بالبيانات لكل حزمة برقم 500 التي تعد جزءًا من اتصال المستخدم النهائي على الإنترنت. "
- 2.2.5 - النقاط الساخنة (القسم 5 (3) من الأمر التنفيذي) بالإضافة إلى بيانات الإنترنت التي يجب الاحتفاظ بها بطريقة أخرى، يجب أن يحتفظ المزود بالبيانات التي تحدد الموقع الجغرافي أو الفعلي الدقيق للنقطة الساخنة (Hot Spot) والهوية، وهذا يعني أن مزود خدمة الإنترنت عبر نقطة ساخنة يجب أن يحتفظ بالبيانات على وصول المستخدم إلى الإنترنت، وفي الوقت نفسه، يحتفظ بالبيانات التي تحدد الموقع الجغرافي للبقعة الساخنة المعنية. "

### السويد
نفذت السويد توجيه الاتحاد الأوروبي بشأن الاحتفاظ بالبيانات لعام 2006 في مايو 2012، وغرمت محكمة العدل التابعة للاتحاد الأوروبي السويد بقيمة 3 ملايين يورو بسبب عدم تطبيق وتنفيذ القانون في الوقت المحدد والمطلوب (الموعد النهائي كان في يوم 15 من شهر سبتمبر لعام 2007). يسمح التوجيه للدول الأعضاء بتحديد مدة البيانات التي يحتفظ بها، والتي تتراوح هذه المدة من ستة أشهر إلى سنتين ؛ حيث أنه اختار البرلمان السويدي ريكسداغ ستة أشهر كمدة رسمية لعمليات حفظ البيانات.
وفي زاوية أخرى، في شهر أبريل من عام 2014، ألغت محكمة العدل التابعة للاتحاد الأوروبي توجيه الاحتفاظ بالبيانات. أخبرت شركة PTS ، (وهي الجهة المنظمة للاتصالات السلكية واللاسلكية في السويد)، مقدمي خدمات الإنترنت السويديين وشركات الاتصالات أنهم لن يضطروا إلى الاحتفاظ بسجلات المكالمات والبيانات الوصفية للإنترنت. ولكن بعد أن توصل تحقيقان حكوميان إلى أن قانون الاحتفاظ بالبيانات في السويد لم يلبي التزاماته تجاه الاتفاقية الأوروبية لحقوق الإنسان، وأدى ذلك إلى عكس والغاء كل ما اختبرته شركة (PTS) حيث أصبح تطبيق قانون الاحتفاظ بالبيانات أمراً منفذاً ومطبق. امتثلت معظم شركات الاتصالات السلكية واللاسلكية الكبرى في السويد على الفور، على الرغم من أن شركة Tele2 لم تتهيئ ولم تتقدم بشكل رسمي نحو تطبيق هذا القانون. أُصدر الأمر الوحيد لمزود خدمة الإنترنت ISP ، Bahnhof ، بالامتثال بحلول يوم 24 من شهر نوفمبر، أو مواجهة غرامة بقيمة 5 ملايين كرونا (680,000 دولار).

### ألمانيا
قام البوندستاغ الألماني بتنفيذ التوجيه في "Gesetz zur Neuregelung der Telekommunikationsüberwachung und anderer verdeckter Ermittlungsmaßnahmen sowie zur Umsetzung der Richtlinie 2006/24 / EG".
أصبح القانون المطبق في ألمانيا ساري المفعول في يوم 1 من شهر يناير في عام 2008، وكان لا بد من الاحتفاظ بأي بيانات اتصال سواء كانت سلكية أو لاسلكية لمدة ستة أشهر على الأقل. وفي يوم 2 من شهر مارس في عام 2010، قضت المحكمة الدستورية الفيدرالية في ألمانيا بعدم دستورية القانون ذلك باعتباره انتهاكاً لضمان سرية المراسلات. ولكن في يوم 16 من شهر أكتوبر في عام 2015، أقر البرلمان قانوناً آخر لفترة قصيرة تصل مدته إلى 10 أسابيع تقريباً، يقر فيه الاحتفاظ بالبيانات باستثناء اتصال البريد الإلكتروني. ومع ذلك، تم الحكم والادعاء على هذه الممارسة بما يتعارض مع القوانين الألمانية والأوروبية من خلال أمر قضائي صادر عن المحكمة الإدارية العليا في شمال الراين - وستفاليا. نتيجة لذلك، في يوم 28 بشهر يونيو من عام 2017، (أي قبل ثلاثة أيام من البداية المخطط لها للاحتفاظ بالبيانات)، أوقفت وكالة الشبكة الفيدرالية إدخال عمليات الاحتفاظ بالبيانات أو تسجيلها حتى يُتخذ قرار نهائي في الإجراءات الرئيسية المتعلقة في هذا المجال.

### رومانيا
نُقل تطبيق توجيه الاتحاد الأوروبي وحول إلى القانون الروماني أيضاً، على أنه كان على أساس الأمر مبني بداية تاريخ تطبيق القانون 298/2008. ومع ذلك، أسقطت المحكمة الدستورية في رومانيا القانون في عام 2009 باعتبار أنه ينتهك الحقوق الدستورية. رأت المحكمة الدستورية هذه بأن عملية الاحتفاظ بالبيانات هو أمر من شأنه بأن ينتهك الحقوق الدستورية في معايير مهمة وصارمة مثل الخصوصية والسرية في الاتصالات وحرية التعبير. قامت المفوضية الأوروبية في وقت لاحق بمقاضاة رومانيا في عام 2011 لعدم تنفيذها، مما يهدد رومانيا بغرامة قدرها 30000 يورو في اليوم. أقر البرلمان الروماني قانوناً جديداً في عام 2012، وقعه الرئيس ترايان بوسيسكو في يونيو. سمت منظمات غير حكومية رومانية مختلفة القانون 82/2012 الذي تعارضه باسم «الأخ الأكبر» (باستخدام التعبير الإنجليزي غير المترجم). في 8 يوليو 2014، أعلنت المحكمة الدستورية الرومانية أن هذا القانون أيضاً غير دستوري.

### سلوفاكيا
نفذت دولة سلوفاكيا التوجيه الأوروبي في القانون رقم 610/2003 Coll والذي متعلق كلياً بالاتصالات الإلكترونية، كما عدلت هذا القانون أيضاً في وقت لاحق من تطبيقه. تُخزن بيانات الاتصالات لمدة ستة أشهر في حالة البيانات المتعلقة بالإنترنت والبريد الإلكتروني عبر الإنترنت والهاتف عبر الإنترنت (المادة 59 أ (6) أ))، ولمدة 12 شهراً في حالة أنواع الاتصال الأخرى (المادة 59 أ (6) ب)).
في شهر أبريل من عام 2014، علقت المحكمة الدستورية السلوفاكية مبدئياً فعالية التنفيذ السلوفاكي لتوجيه الاحتفاظ بالبيانات وقبلت القضية لمزيد من المراجعة. ولكن في شهر أبريل من عام 2015، قررت المحكمة الدستورية السلوفاكية أن بعض أجزاء القوانين السلوفاكية التي تنفذ توجيهات DR لا تمتثل للدستور السلوفاكي واتفاقية حماية حقوق الإنسان والحريات الأساسية. وفقاً لأحكام وضوابط قانون الاتصالات الإلكترونية الغير الصالحة الآن، كان مقدمو خدمات الاتصالات الإلكترونية ملزمين (لمدة 6 أشهر) بتخزين بيانات المرور وبيانات التوطين والبيانات المتعلقة بالأطراف الفردية والمؤسساتية التي تتواصل مع بعضها البعض (في حالة الاتصال كان عن طريق الإنترنت أو البريد الإلكتروني أو الاتصال الصوتي عبر الإنترنت أو استخدام أي وسيلة إلكترونية عبر الإنترنت) أو ملزمين (لمدة 12 شهراً) في حالة الاتصال كان من نوع آخر غير ذلك.

## روسيا
القانون الفيدرالي لمكافحة الإرهاب والمعروف بالرمز: 374-FZ لعام 2016 والمعروف أيضاً باسم Yarovaya Law يتطلب من جميع مزودي الاتصالات تخزين البيانات الهاتفية والبيانات النصية والبريد الإلكتروني، بالإضافة إلى التسجيلات الصوتية الفعلية لمدة تصل إلى 6 أشهر. حيث تشمل هذه التسجيلات عمليات حركة المرور الرقمية لأجهزة الأفراد. خدمات المراسلة مثل Whatsapp مطلوبة لتوفير الخلفية المشفرة لإنفاذ القانون. انتقد هذا القانون انتقادًا واسعًا في كل من روسيا وخارج روسيا باعتباره انتهاكاً لحقوق الإنسان وهدراً للموارد أيضاً.

## النرويج
طُبق توجيه الاحتفاظ بالبيانات الخاص بالاتحاد الأوروبي في القانون النرويجي في عام 2011،  ولكن هذا القانون لن يكون ساري المفعول ومطبق قبل تاريخ 1 يناير من عام 2015. حيث أوضحت حكومة النرويج بأنها على إستعداد تام لتطبيق القانون.

## صربيا
في يوم 29 من شهر يونيو من عام 2010، اعتمد البرلمان الصربي قانون الاتصالات الإلكترونية، والذي ينص على أن المشغل يجب أن يحتفظ ببيانات الاتصالات الإلكترونية لمدة 12 شهراً، حيث تشمل هذه الاتصالات كل من عمليات الاتصال السلكي واللاسلكي. وقد انتقدت أحزاب المعارضة وأمين المظالم ساشا يانكوفيتش (Sasa Jankovich) هذا الحكم باعتباره غير دستوري.

## سويسرا
تم اعتبار يوم 7 يوليو بعام 2016 ليكون التاريخ المنطلق لبدأ سريان القانون الفيدرالي السويسري بشأن مراقبة البريد والاتصالات، والذي أقرته الحكومة السويسرية في يوم 18 بشهر مارس من عام 2016.

### الهواتف المحمولة
مشغلين خدمات الهواتف الذكية والمحمولة أصبحوا مجبورين على عمليات تخزين وتسجيل البيانات وذلك لمدة 6 أشهر، وفقاً إلى (BUPF)
1. أرقام هواتف المكالمات الواردة والصادرة.
2. SIM- (وحدة هوية المشترك)، IMSI- (هوية المشتركين في الاتصالات المتنقلة الدولية) وأرقام IMEI (الهوية الدولية لأجهزة المحمول).
3. location موقع خط التسديد الهوائي للهاتف المحمول والمسافة الكهربية التي يتصل بها الشخص الخاضع للمراقبة بنظام الاتصالات في وقت الاتصال.
4. تاريخ ووقت ومدة الاتصال.

### البريد الإلكتروني
أصبح مزودي خدمات الإنترنت مجبورين على تطبيق عمليات الاحتفاظ بالبيانات ولمدة 6 أشهر، وتشمل هذه العمليات تعريف كل مما يلي:
1. نوع الاتصالات (الهاتف ، xDSL ، الكيبلات ، الخط الدائم وما إلى ذلك)، وإذا كانت بيانات تسجيل الدخول المعروفة ، ومعلومات عنوان المصدر (عنوان MAC ، ورقم الهاتف)، واسم المستخدم وعنوانه ، ومدة الاتصال من البداية إلى النهاية.
2. وقت إرسال أو استقبال بريد إلكتروني ومعلومات المعرف وفقاً لبروتوكول SMTP وعناوين IP لتطبيق إرسال واستقبال البريد الإلكتروني.

البريد الإلكتروني يمكن الإشارة عليه عبر عدة بروتوكولات وخوادم مثل: SMTP و POP3 و IMAP4 والبريد الإلكتروني الخاص بالويب وخوادم إعادة الإرسال الخاص بالبريد الإلكتروني.

## الولايات المتحدة الأمريكية
وكالة الأمن القومي الأمريكية (NSA) عادةً تقوم بتسجيل البيانات الوصفية للإنترنت لكوكب الأرض بأكمله لمدة تصل إلى عام تقريباً في قاعدة بيانات المسماة بـ MARINA ، حيث تستخدم لتحليل أنماط الحياة ولأغراض تحليلية لكوكب الأرض. الجدير بالذكر أن هذه البيانات رغم أنها وصفية وتحليلية إلا أنها تعتبر داخله في قوانين الأمن المعلوماتي ، حيث أنه لا يُعفى الأشخاص في الولايات المتحدة عن عمليات تسجيل البيانات الوصفية لأن البيانات الوصفية لا تعتبر بيانات بموجب القانون الأمريكي (المادة 702 من قانون تعديلات FISA)، وهو  ما يعادل سجلات الهاتف بمايسمى MAINWAY. تقوم وكالة الأمن القومي بتسجيل الرسائل النصية القصيرة والرسائل النصية المماثلة في جميع أنحاء العالم من خلال DISHFIRE.

### الاستفادة من الاحتفاظ بالبيانات التجارية
تستفيد عدة وكالات مختلفة في الولايات المتحدة من الاحتفاظ (التطوعي) بالبيانات التي تمارسها العديد من المؤسسات التجارية الأمريكية من خلال برامج عديدة مثل PRISM و MUSCULAR . حيث أن هنالك مؤسسات تجارية أمريكية عديدة تقوم بعمليات الاحتفاظ للبيانات بشكل تطوعي وغير إجباري ، مما ساعد هذا الأمر بشكل جدي هذه الوكالات الرسمية التي تخضع لقوانين الولايات المتحدة.
من المعروف أن شركة "أمازون" تحتفظ ببيانات شاملة حول معاملات العملاء مثل تسجيل المعاملات الالكترونية التي تتم بخوادم الإنترنت الخاصة بتلك الشركة ، ومن المرجح جداً بأن هنالك وسائل أخرى لأمازون تساعد في عملية مراقبة تلك المعاملات الخاصة بعملائها. ومن المعروف أيضاً أن Google تحتفظ بالبيانات على عمليات البحث والمعاملات الأخرى. إذا كان مقر الشركة في الولايات المتحدة ، يمكن لمكتب التحقيقات الفيدرالي (FBI) الحصول على الوصول إلى هذه المعلومات عن طريق مخاطبة الأمن القومي (NSL). تنص مؤسسة Electronic Frontier Foundation على أن "NSLs هي مذكرات استدعاء سرية صادرة مباشرة عن مكتب التحقيقات الفيدرالي دون أي إشراف قضائي. وتسمح مذكرات الاستدعاء السرية هذه لمكتب التحقيقات الفيدرالي بمطالبة موفري الخدمات عبر الإنترنت أو شركات التجارة الإلكترونية بإصدار سجلات بمعاملات عملائهم، أو الحصول معلومات عن الأشخاص الذين لم يرتكبوا أي جرائم.
NSLs محصنة عمليا من المراجعة القضائية ، ويتم مرافقتهم وتغطيتهم بأوامر محصنة لا تسمح بأي استثناء من التحدث إلى المحامين ولا توفر أي فرصة فعالة للمستفيدين للطعن في المحكمة. هذه هي سلطة الاستدعاء السري، وهي التي وسعها القانون المثير للجدل، قانون: USA PATRIOT ، حيث أنه يمكن تطبيقه على مزود خدمة الإنترنت وعلى أي نوع من أنواع العمليات ومن دون استخدام أي نوع من أنواع السجلات، وأيضاً من دون اللجوء إلى أخذ إذن من المحكمة في أي وقت ". و اشنطن بوست قد نشرت مقالاً مدروس جيداً تعلق فيه على استخدام FBI خطابات الأمن القومي.

### فشل في محاولات التشريع في الإبقاء على مزود خدمة الإنترنت
لا يوجد في الولايات المتحدة أي قوانين إلزامية للاحتفاظ ببيانات مزود خدمة الإنترنت (ISP) وهي حالة مماثلة لتوجيهات الاحتفاظ بالبيانات في الأنظمة والقوانين الأوروبية. فشلت بعض المحاولات لوضع تشريع إلزامي بشأن الاستبقاء ، يمكن فهم البعض منها كما يلي:
- في عام 1999، اقتُرح نموذجين للاحتفاظ بالبيانات الإلزامية للولايات المتحدة: وهي ينص على التعرف على عنوان IP الذي عُين للعميل في وقت محدد. في النموذج الثاني ، «الأقرب إلى ما تبنته أوروبا»، يجب أن يحتفظ ISP بأرقام الهواتف المطلوبة ومحتويات صفحات الويب التي تمت زيارتها ومستلمي رسائل البريد الإلكتروني لفترة زمنية غير محددة.[72][73][74]
- سيتطلب قانون وقف الإنترنت للبالغين الذي يسهل استغلال شباب اليوم (قانون السلامة) لعام 2009 والمعروف أيضاً باسم HR 1076 و S.436 من مقدمي «الاتصالات الإلكترونية أو خدمات الحوسبة عن بُعد» «الاحتفاظ بها لمدة سنتين على الأقل السجلات أو غيرها من المعلومات المتعلقة بهوية مستخدم لشبكة معينة مؤقتاً ، حيث أنه ستقوم الخدمة بتعيينها لذلك المستخدم».[75] لم يصبح هذا القانون قانونًا.[76]

## الحجج ضد الاحتفاظ بالبيانات
غالباً ما يقال إن الاحتفاظ بالبيانات أمر جداً ضروري لمكافحة الإرهاب والجرائم الأخرى. وربما من وجهة نظر أخرى، قد يُقال بأنه الاحتفاظ بالبيانات على المدى الطويل أمر من شأنه أن يساعد الشرطة وأجهزة الأمن على تحديد الإرهابيين المحتملين والمتواطئين معهم قبل وقوع الهجوم أو بعده أو قبل حصول أي جريمة. على سبيل المثال ، ذكرت السلطات في إسبانيا والمملكة المتحدة أن بيانات المهاتفة المحتفظ بها ساهمت بشكل كبير في تحقيقات الشرطة في تفجيرات قطارات مدريد 2004 وتفجيرات لندن عام 2005 .
ولكن من وجهات نظر أخرى وهي من معارضين الاحتفاظ بالبيانات، تم الاعتراض وذلك بالحجج التالية:
1. يمكن أيضاً اعتبار تفجيرات قطار مدريد كدليل على أن مستوى الاحتفاظ بالبيانات الحالي كافٍ وبالتالي فإن توجيه الاتحاد الأوروبي ليس ضرورياً.
2. لا تضع مخططات الاحتفاظ بالبيانات أحكاماً لتنظيم مناسب لعملية الاحتفاظ بالبيانات وللرقابة القضائية المستقلة.
3. يعد الاحتفاظ بالبيانات غزواً للخصوصية واستجابة غير متناسبة لخطر الإرهاب.
4. من السهل على الإرهابيين تجنب تسجيل اتصالاتهم. تعترف قواعد الممارسة الطوعية لوزارة الداخلية للاحتفاظ بالبيانات بوجود بعض بروتوكولات الإنترنت التي لا يمكن مراقبتها بشكل فعال. علاوة على ذلك، يمكن للإرهابيين تجنب الخضوع تحت المراقبة وذلك باستخدام تقنيات P2P وبروتوكولات (مجهولة الهوية)، أو مقاهي الإنترنت الغير مراقبة ، أو الوكلاء مجهولي الهوية أو عدة طرق أخرى. بعض ضباط الشرطة في الاتحاد الأوروبي يشككون في قيمة الاحتفاظ بالبيانات. على سبيل المثال ، أصدر Heinz Kiefer ، رئيس Eurocop ، الاتحاد الأوروبي للشرطة ، بياناً صحفياً يقول فيه "ما زال من السهل على المجرمين استخدام طرق وحيل تجعل من الصعب جداً اكتشافهم ومعرفة تواجدهم وذلك من خلال وسائل بسيطة إلى حد ما ، على سبيل المثال ، يمكن شراء بطاقات الهاتف المحمول من مزودي خدمات أجانب ويتم تبديلها بشكل متكرر. وستكون النتيجة أن بذل جهد كبير ليس له تأثير يذكر على المجرمين والإرهابيين أكثر من إثارة غضبهم قليلاً ، ومن غير المرجح أن تعزز أنشطة كهذه ثقة المواطنين في قدرة الاتحاد الأوروبي على تقديم حلول لمطالبهم بالحماية من الجرائم الخطيرة. "الإرهاب ".[77]
5. الأجهزة والبرامج اللازمة لتخزين جميع البيانات المحتجزة ستكون مكلفة للغاية وهي (تعتبر هدر لموارد المنشأة أو الدولة). إن تكاليف الاحتفاظ بالبيانات لن تتحملها فقط مزودي خدمة الإنترنت وشركات الهاتف ، ولكن أيضاً على جميع الشركات والمؤسسات الأخرى التي ستحتاج إلى الاحتفاظ بسجلات حركة المرور عبر لوحات التبديل والخوادم الخاصة بهم.
6. يعطي الاحتفاظ بالبيانات سلطة مفرطة للدولة لمراقبة حياة المواطنين الأفراد.
7. قد تسيئ الشرطة الاحتفاظ بالبيانات لمراقبة أنشطة أي مجموعة قد تتعارض مع الدولة (أو قد يتم استخدام تلك البيانات بشكل غير أخلاقي)؛ بما في ذلك تلك السلطات التي تشارك في احتجاجات مشروعة. "استخدمت شرطة المملكة المتحدة صلاحيات مكافحة الإرهاب ضد الجماعات المعارضة للحرب في العراق [78] والمتظاهرين في معرض الأسلحة." [79] لايشمل تعريف الإرهاب في قانون المملكة المتحدة الإرهابي لعام 2000 العمل فحسب ، بل يشمل التهديد بالتحرك ، والذي ينطوي على عنف خطير ضد شخص ما ، أو إلحاق أضرار جسيمة بالممتلكات ، أو لأغراض النهوض "بقضية سياسية أو دينية أو أيديولوجية". ". هناك مخاوف من أن يكون التعريف مكتوباً بطريقة غامضة ويمكن تطبيقه على مؤيدي تحرير الحيوانات والمتظاهرين المناهضين للحرب وغيرهم.
8. حتى إذا كان هناك ما يبرر الاحتفاظ بالبيانات ، فإن فترات الاستبقاء المقترحة في بعض الحالات مفرطة وقد تكون غير دقيقة وصارمة. لقد قيل إن فترة خمسة أيام لسجلات نشاط الويب وتسعين يوماً لجميع البيانات الأخرى ستكون كافية لأغراض الشرطة.

## الحماية ضد الاحتفاظ بالبيانات
اقتراح التوجيه الحالي (انظر أعلاه) من شأنه أن يجبر مزودي خدمات الإنترنت على تسجيل اتصالات الإنترنت لمستخدميها ، بحيث أنه سيكون من الضروري والمطلوب من كل مقدم خدمة إنترنت بأن يراعي المسائل القانونية المتعلقة بحفظ البيانات ويكون ذلك المقدم مسؤول عن تسجيل حركات المرور الرقمية المتعلقة بكل شخص يتصل بخوادم إنترنت عن طريق هذا المقدم (ISP). الافتراض الأساسي هو أنه يمكن استخدام هذه المعلومات لتحديد هوية الشخص ، سواء أكان مواطناً بريئاً أو إرهابياً ، والذي تم الاتصال به خلال فترة زمنية محددة. الاعتقاد بأن مثل هذا التفويض سيكون مفيداً هو تجاهل أن مجتمعاً ملتزماً جداً من محترفي التشفير يستخدمون هذا التشريع لعقود من الزمن. فيما يلي بعض الاستراتيجيات المتاحة اليوم لأي شخص لحماية نفسه ، وتجنب مثل هذه الآثار ، وجعل عمليات التسجيل المكلفة والمريبة من الناحية القانونية عديمة الفائدة.

### إخفاء الهوية (خدمات الوكيل/ الويب)
هناك وكلاء متخصصون في خاصية «مجهولية الهوية» يوفرون وصولاً عن طريق الويب بأكثر خصوصية. يجب أن يستخدم الوكلاء تشفير HTTPS من أجل توفير مستوى عالي من الحماية في كل السبل. لسوء الحظ ، يطلب الوكلاء من المستخدم وضع قدر كبير من الثقة في مشغلات البروكسي (عوضاً أنهم يرون أيضاً كل ما يفعله المستخدم عبر بروتوكولات HTTP)، وقد يخضع هذا الأمر لتحليل حركة المرور.

### اتصالات من نوع P2P
تستخدم بعض خدمات الاتصال الذي يكون من نوع (P2P) في عمليات حساسة ودقيقة جداً في علوم التقنية الذكية ، حيث أن هذا الإتصال مسؤول عن مهام وظيفية مهمة مثل نقل الملفات أو نقل الصوت عبر بروتوكول الإنترنت أجهزة حاسب أخرى للسماح بالاتصال بين أجهزة الحاسب الموجودة خلف جدران الحماية. هذا يعني أن محاولة متابعة مكالمة بين اثنين من المواطنين قد ، عن طريق الخطأ ، يحدد مواطن ثالث غير مدرك لعملية التواصل تلك.

### أدوات تعزيز الخصوصية
للمواطنين المهتمين بخواص الأمن والذين يحضون ببعض المعرفة التقنية الأساسية ، يمكنهم استخدام أدوات مثل I2P - The Anonymous Network وTor و Mixmaster وخيارات التشفير المدمجة في أي من عمليات البريد الحديثة.
I2P هي شبكة دولية لإخفاء الهوية من نظير إلى نظير ، ولا تهدف إلى التهرب من الاحتفاظ بالبيانات فحسب ، بل تهدف أيضاً إلى جعل تجسس أطراف أخرى أمراً مستحيلاً. الهيكلات العملية والتطبيقية في العمليات هنا مشابها لما يستخدمه TOR (انظر الفقرة التالية)، ولكن هناك اختلافات جوهرية، وهو انه يحمي بشكل أفضل من تحليل حركة المرور ويوفر إخفاء الهوية بشكل فعال وقوي ويقدم خدمة للتشفير من طرف إلى طرف. بسبب الأنفاق أحادية الاتجاه المستخدمة في عمليات التشفير (Undirectional Tunnels)، فإنها أقل عرضة لهجمات التوقيت من Tor. في I2P ، تتوفر العديد من الخدمات مثل: التصفح المجهول ، والبريد الإلكتروني المجهول ، والمراسلات الفورية المجهولة ، ومشاركة الملفات المجهولة ، واستضافة المواقع مجهولة المصدر ، من بين خدمات أخرى.
TOR هو مشروع من مشاريع Tor الأمريكية غير الهادفة للربح  وذلك لأغراض تطوير وتحسين شبكات التوجيه البصلي لحماية مستخدميها من تحليل حركة المرور. Mixmaster هي خدمة «إعادة إرسال» تسمح بإرسال بريد إلكتروني مجهول المصدر.
JAP هو مشروع مشابه جداً لمشروع TOR، وهو مصمم لتوجيه طلبات الويب عبر عدة وكلاء لإخفاء عناوين الإنترنت للمستخدم النهائي. تم تضمين دعم Tor في JAP.

## مبادرة ضد الاحتفاظ المكثف بالبيانات
The Arbeitskreis Vorratsdatenspeicherung (فريق العمل الألماني المعني والمختص بعمليات الاحتفاظ بالبيانات): هي جمعية من نشطاء مدنيين في وكالات وقطاعات الحقوق المدنية ، وهم أيضاً نشطاء في علوم حماية البيانات ومستخدمين الإنترنت. تنسق Arbeitskreis حملة ضد إدخال الاحتفاظ بالبيانات في ألمانيا.
كشف تحليل مصدر من وكالة مكافحة الجريمة الفيدرالية (BKA) عن إحصائيات قد تم نشرها في يوم 27 من شهر يناير من عام 2010 بواسطة منظمة غير حكومية للحريات المدنية ، تدعى (AK Vorrat)، حيث أن الإحصائية تستنتج بأن عمليات الاحتفاظ بالبيانات لم يجعل الملاحقة القضائية للجريمة الخطيرة أكثر فعالية.
نظراً لأن لجنة الاتحاد الأوروبي حالياً تدرس الإجراءات المتعلقة في إدخال التغييرات على توجيه الاتحاد الأوروبي المثيرة للجدل بشأن عمليات الاحتفاظ بالبيانات ، إلا أنه يوجد حالياً تحالفاً يضم أكثر من 100 شخصية من عدة قطاعات مختلفة على سبيل المثال من منظمات الحريات المدنية ومنظمات حماية وأمن البيانات ومنظمات حقوق الإنسان ورجال ومختصين القانون ونقابات العمال وغيرها. تحث اللجنة تلك على اقتراح إلغاء متطلبات الاتحاد الأوروبي فيما يتعلق بالاحتفاظ بالبيانات لصالح نظام الحفظ المعجل والجمع المستهدف لبيانات المرور.

## خطط لتوسيع الاحتفاظ بالبيانات إلى الشبكات الاجتماعية
في شهر نوفمبر من عام 2012، تم كشف عدة إجابات على استفسارات برلمانية في البوندستاغ الألماني، وتم الكشف عن خطط لبعض دول الاتحاد الأوروبي بما في ذلك فرنسا لغرض توسيع عمليات الاحتفاظ بالبيانات لتكون شاملة ومطبقة ومنفذه بشكل فعال على خدمات ووسائل أو مواقع اجتماعية ، وتشمل عمليات الاحتفاظ هذه على خدمات الدردشات ووسائل التواصل الاجتماعي. علاوة على ذلك ، أكد المكتب الفيدرالي الألماني لحماية الدستور (وكالة الاستخبارات الداخلية الألمانية) أنه يعمل مع اللجنة الفنية ETSI LI منذ عام 2003.

## إنظر أيضاً
- أمن البيانات
- أجهزة الاحتفاظ بالبيانات
- تخزين بيانات الكمبيوتر
- خصوصية البيانات
- مراقبة الجمهور
- الإجمالية
- I2P - الشبكة المجهولة
- حوكمة البيانات

## روابط خارجية
- الاحتفاظ بالبيانات على ويكي مجموعة الحقوق المفتوحة
- سياسة الاحتفاظ ببيانات محكمة الاتحاد الأوروبي: هل تريد مراقبة جماعية؟
- بودين ، كاسبار: «تلفزيون الدائرة المغلقة للداخل رأسك: الاحتفاظ بالبيانات المرورية الشاملة والتشريعات الطارئة لمكافحة الإرهاب» . مراجعة قانون الكمبيوتر والاتصالات ، مارس 2002.
- Boehm، F. and Cole، M .: الاحتفاظ بالبيانات بعد الحكم الصادر عن محكمة العدل التابعة للاتحاد الأوروبي (2014). (ملف PDF)
- براير ، P .: "الاحتفاظ ببيانات الاتصالات وحقوق الإنسان: توافق الاحتفاظ بالبيانات المرورية الشاملة مع ECHR " ، مجلة القانون الأوروبي ، مايو 2005. (ملف PDF ، 82   KB)
- مركز دراسات السياسة الأوروبية (CEP): موجز السياسات حول الاحتفاظ بالبيانات (2011). (ملف PDF)
- Crump ، C .: الاحتفاظ بالبيانات: الخصوصية ، عدم الكشف عن هويته ، والمساءلة عبر الإنترنت (2003). (56) Stanford Law Review 191-229.
- Cybertelecom :: حفظ السجلات / الاحتفاظ بالبيانات
- الحقوق الرقمية أيرلندا : تحد الحقوق الرقمية أيرلندا ضد التوجيه الخاص بالاحتفاظ بالبيانات في الاتحاد الأوروبي وتشريعات الاحتفاظ بالأيرلندي على أساس القانون الدستوري الأوروبي والأيرلندي .
- مركز معلومات الخصوصية الإلكتروني : صفحة الاحتفاظ ببيانات EPIC (حتى عام 2007)
- الحقوق الرقمية الأوروبية : صفحة تتبع أخبار EDRI حول الاحتفاظ بالبيانات (حاليًا)
- Feiler، L .: The Retention Directive (2008). ورقة الندوة. (ملف PDF)
- تقرير فروست أند سوليفان: «مواجهة تحديات الاحتفاظ بالبيانات: الآن وفي المستقبل»
- جانج ، سي: «حياة القضاة الآخرين: آثار الحكم على الاحتفاظ بالبيانات الرومانية» (4 ديسمبر 2009). (ملف PDF)
- Goemans، C. and Dumortier، J .: "الاحتفاظ الإلزامي ببيانات المرور في الاتحاد الأوروبي: التأثير المحتمل على الخصوصية وإخفاء الهوية عبر الإنترنت[وصلة مكسورة]   . المجهولية الرقمية والقانون ، سلسلة IT & Law / 2، TMC Asser Press ، 2003، ص 161-183. (ملف PDF)
- ميلفورد ، ص .: "توجيه الاحتفاظ بالبيانات: سريع جدًا ، غاضب جدًا من الاستجابة؟ (2008). أطروحة ماجستير في القانون - كلية ساوثامبتون للأعمال. (ملف PDF)
- Mitrou ، لام: «الاحتفاظ ببيانات الاتصالات: صندوق باندورا للحقوق والحريات؟» من الخصوصية الرقمية: النظرية والتقنيات والممارسات التي حرّرها اليساندرو أكويستي وستيفانوس جريتزاليس وكوستوس لامبورنوداكيس وصابرينا دي فيميركاتي. منشورات أورباخ ، 2008. (ملف PDF)
- موراريو ، م .: ما مدى الأمان في الحفاظ على الخصوصية؟ حول الخلافات حول التوجيه الأوروبي للاحتفاظ بالبيانات (2009). العلوم الاجتماعية في أمستردام ، المجلد. 1 (2): ص.   46-65. (ملف PDF)
- مراقبة الحالة : مراقبة الاتصالات في الاتحاد الأوروبي .
- متطلبات الاحتفاظ بالبيانات في المملكة المتحدة مع وجود إشارات كاملة إلى التشريعات وقواعد الممارسة ، إلخ.
- وزارة الداخلية البريطانية : أوراق التشاور بشأن الاحتفاظ بالبيانات والوصول إلى بيانات الاتصالات.
- Walker، C. & Akdeniz، Y .: «قوانين مكافحة الإرهاب والاحتفاظ بالبيانات: انتهت الحرب؟» . Northern Ireland Legal Quarterly، 54 (2)، Summer edition 2003، 159-182. (ملف PDF ، 97   KB)
- مجموعة العمل المعنية بالاحتفاظ بالبيانات: قائمة الوثائق المتعلقة بالاحتفاظ ببيانات الاتصالات في الاتحاد الأوروبي (حاليًا)